# Bölcs István
Bölcs István (Kecskemét, 1935. augusztus 30. – 2023. január 6.) Balázs Béla-díjas (1987) magyar újságíró, tanár, filmesztéta.

## Életpályája
Szülei Bölcs István és Erdélyi Etelka voltak. 1949–1953 között a kecskeméti Katona József Gimnázium diákja volt. 1953–1957 között az ELTE BTK hallgatója. 
1957–1962 között a kecskeméti Bányai Júlia Gimnázium oktatója. 1962–1969 között az ELTE Radnóti Miklós Gyakorlóiskola vezető pedagógusa. 1963-tól 5 évig a Magyar Filmtudományi Intézet és az Országos Pedagógiai Intézet külső munkatársa. 1969–1980 között a Magyar Rádió ifjúsági főosztályán volt rovatvezető-helyettes, majd rovatvezető, 1980–1984 között művelődési rovatvezető. 1982–1994 között a 168 óra szerkesztő-műsorvezetője volt, 1994–2011 között a 168 Óra című lap főszerkesztő-helyettese. 
1984-től 10 évig a Gondolat–Jel felelős szerkesztője. 1986 óta a heti Filmlevél szerzője; 1994 márciusában elbocsátották, 1994 augusztusában rehabilitálták. 2003 óta a Magyar Újságírók Országos Szövetsége örökös tagja.

## Munkássága
Középiskolai filmesztétikai tankönyveket írt. Egyedülálló munkája a középiskolai tananyag és az oktatási módszer kidolgozása. Ennek alapján kezdődött meg a kísérleti tanítás. Könyvei, elképzelései külföldön is elismerést arattak.

## Magánélete
1967-ben házasságot kötött Ruszinyák Mártával. Két gyermekük született: Ádám (1968) és Dóra (1972).

## Művei
- Filmesztétika a középiskolák I–IV. osztályai számára (1965–1969)
- Filmesztétikai olvasókönyv és módszertani útmutató középiskolai tanárok számára I–IV. (1965–1969)
- Kézikönyv a filmesztétikai ismeretek tanításához I–III. (1966–1969)
- A film hatása ifjúságunkra, a filmpedagógia problémái (1967)

## Díjai, elismerései
- Balázs Béla-díj (1987)
- Táncsics Mihály-díj (1993)
- Szabad Sajtó-díj (megosztva, 1994)
- Aranytoll (2002)
- a Magyar Érdemrend tisztikeresztje (2005)
- Joseph Pulitzer-emlékdíj (2012)